# Bahogyir Olimdzsonovics Naszimov
Bahogyir Olimdzsonovics Naszimov (oroszul: Баходир Олимджонович Насимов; Szamarkand, Szovjetunió, 1987. május 2. –) üzbég labdarúgó, az iráni élvonalbeli Padideh csatára. Korábban a Dinamo Samarqand, a Bunyodkor és az Rubin Kazany játékosa volt.

## Sikerei, díjai
Neftçi
- Azeri bajnokság
  - bajnok (3): 2010–11, 2011–12, 2012–13
  - gólkirály: 2011–12 (16 gól)
- Azeri kupa
  - győztes (2): 2011, 2014